# Макаренко Микола Федорович
Мико́ла Фе́дорович Мака́ренко (нар. 1916 — пом. 1998) — радянський військовий льотчик-винищувач часів Другої світової війни, командир ескадрильї 153-го винищувального авіаційного полку 5-ї змішаної авіаційної дивізії ВПС 23-ї армії Ленінградського фронту, майор. Герой Радянського Союзу (1943).

## Життєпис
Народився 1 травня 1916 року в селі Сінному, нині Богодухівського району Харківської області, в селянській родині. Українець. Після закінчення 7 класів школи навчався в Ізюмському медичному технікумі.
До лав РСЧА призваний у 1935 році. У 1938 році закінчив Чугуївську військову авіаційну школу льотчиків. Брав участь у радянському вторгненні до Польщі (1939) і радянсько-фінській війні (1939—1940). Член ВКП(б) з 1941 року.
Учасник німецько-радянської війни з червня 1941 року. Воював на Ленінградському і Воронезькому фронтах.
До середини грудня 1941 року командир ескадрильї 153-го винищувального авіаційного полку старший лейтенант М. Ф. Макаренко на винищувачі І-153 здійснив 262 бойових вильоти на штурмовку колон живої сили і військової техніки супротивника, провів 11 повітряних боїв, у яких особисто збив 1 літак супротивника, ще 2 літаки знищив на землі.
У повітряному бою 9 липня 1942 року отримав важке поранення в руку, внаслідок якого тривалий час лікувався й повернутись до льотної роботи не зміг. Всього здійснив 320 бойових вильотів, у повітряних боях збив 10 літаків супротивника.
Після одужання з 1943 року продовжив військову службу у ВПС СРСР. У 1950 році з відзнакою закінчив Військово-повітряну інженерну академію імені М. Є. Жуковського. Проходив службу на інженерних посадах у Державному науково-випробувальному інституті ВПС імені В. П. Чкалова. У 1970 році полковник М. Ф. Макаренко вийшов у запас.
Мешкав у селищі Чкаловському Щолковського району Московської області, де й помер 12 січня 1998 року. Похований на кладовищі села Леоніха того ж району.

## Нагороди
Указом Президії Верховної Ради СРСР від 10 лютого 1943 року «за зразкове виконання бойових завдань командування на фронті боротьби з німецькими загарбниками та виявлені при цьому відвагу і героїзм», майорові Макаренку Миколі Федоровичу присвоєне звання Героя Радянського Союзу з врученням ордена Леніна і медалі «Золота Зірка» (№ 823).
Нагороджений двома орденами Леніна (20.12.1941, 10.02.1943), двома орденами Червоного Прапора (13.09.1942, 30.12.1956), орденами Трудового Червоного Прапора (17.06.1961), Вітчизняної війни 1-го ступеня (11.03.1985), Червоної Зірки (15.11.1950) і медалями.